# Pepa Luzardo
Josefa Luzardo Romano (Las Palmas de Gran Canaria, 3 de abril de 1963), conocida popularmente como Pepa Luzardo, es una política española del Partido Popular (PP). Fue la primera alcaldesa de Las Palmas de Gran Canaria desde 2003 hasta 2007. En 1993 fue elegida senadora en el Parlamento nacional por la circunscripción de Gran Canaria.

### Biografía
Vivió su infancia y juventud en el barrio de San Nicolás, situado en el Risco del mismo nombre, de la ciudad de Las Palmas de Gran Canaria.
Comenzó a estudiar Derecho en el antiguo Colegio Universitario de Las Palmas, creado a finales de los años setenta del siglo XX como centro grancanario adscrito a la Universidad de La Laguna, hoy integrado en la Universidad de Las Palmas de Gran Canaria, aunque tan solo llegaría a concluir los dos primeros cursos.
Está soltera y es madre por adopción de una niña de origen asiático.

## Carrera política

### Inicios (1982-1999)
Se afilió en 1982 a Alianza Popular con 19 años, militando en las Nuevas Generaciones. El año siguiente ocuparía la Presidencia insular de la mencionada formación juvenil en la isla de Gran Canaria.
En 1991 fue elegida Concejala de Patrimonio y Cementerios del Ayuntamiento de Las Palmas de Gran Canaria y en 1992 pasó a ser portavoz del Grupo Popular en el consistorio.
En 1993 fue elegida senadora por la circunscripción insular de Gran Canaria, cargo que repitió tras las elecciones generales de 1996.
En las elecciones municipales de 1995 volvió a ser elegida Concejala del Ayuntamiento de Las Palmas de Gran Canaria, pasando a ser Primera Teniente de Alcalde y encargándose de la Concejalía de Cultura, Turismo y Carnaval.

### Vocal del Comité Ejecutivo nacional del Partido Popular (1999-presente)
En 1999 fue designada miembro del Comité Ejecutivo nacional del Partido Popular, cargo que obtuvo por designación directa del entonces Presidente del Gobierno de España, José María Aznar, luego de haber sido la única concejala de su grupo en permanecer en la oposición de la corporación municipal en la década de los 90, revalidándolo en 2002 y en 2008. Ello favoreció que repitiera los cargos de Primera Teniente de Alcalde y Concejala de Cultura, Turismo y Carnaval del Ayuntamiento capitalino, con José Manuel Soria como recién electo Presidente regional de su partido en Canarias tras la dimisión de José Miguel Bravo de Laguna ese mismo año.

### Alcaldesa de Las Palmas de Gran Canaria (2003-2007)
En las elecciones municipales de 2003 fue elegida Alcaldesa de Las Palmas de Gran Canaria, primera mujer en ocupar tal cargo en la Historia democrática de la ciudad.
El elemento más característico durante su mandato sería la polemización de su imagen pública, girando en torno a luchas de poder dentro de su grupo de gobierno municipal, con la Presidencia regional de su partido y su entorno, así como con los sindicatos de los diferentes cuerpos funcionariales del municipio.
En las elecciones municipales de 2007 perdió la mayoría absoluta que ostentaba en favor del candidato del Partido Socialista Canario-PSOE, Jerónimo Saavedra, que la obtendría para sí.

### Diputada regional en el Parlamento de Canarias 2011-2015
En las elecciones autonómicas y municipales del 22 de mayo de 2011 Luzardo deja el consistorio capitalino de Gran Canaria tras 20 años para dar el paso hacia la política regional siendo elegida diputada en el parlamento regional y además senadora designada por el parlamento en la Cámara Alta.

#### Vuelta a la política municipal 2019
De forma improvisada se convirtió en candidata a la alcaldía de Las Palmas de Gran Canaria. Sucedió al anterior candidato a tan sólo unos pocos días de las elecciones. En las elecciones municipales de 2019 en Las Palmas de Gran Canaria el Partido Popular de Canarias sacó 7 concejales, quedando en segunda posición. 

## Reveses judiciales
En 2008 fue imputada junto al que fuera su Teniente de Alcalde en la corporación, Felipe Alfonso El Jaber, por la presunta comisión de un delito de prevaricación. Una sentencia judicial anuló la concesión de la licencia concedida irregularmente, causa por la que se les imputó, obligando al actual equipo de gobierno a su precintado.
En 2012 se le absuelve de la imputación tanto a ella como el grupo de gobierno del Ayuntamiento. La Audiencia Provincial estimó válidas las concesiones de licencias en el denominado "Caso Canódromo".

### Premio Tolete 2018
En 2018, Pepa Luzardo ganó el Premio Tolete 2018, tras imponerse en la final con 29,15% de los votos. En segundo lugar, quedó el consejero del Cabildo de Fuerteventura, Blas Acosta, y en tercer lugar, la alcaldesa de Güímar, Carmen Luisa Castro (PP).

La entonces exalcaldesa realizó unas polémicas declaraciones por la huelga feminista del 8M de 2018: 
No sé, supongo que tendrán tiempo libre para irse a la peluquería, pero yo creo que eso no va a servir para nada y a mí me parece que lo que tiene que hacer el Gobierno es trabajar.
Pepa Luzardo sucedía así al Premio Tolete 2017, el Obispo de la Diócesis de Canarias, Francisco Cases.